# Кекец (часопис)
Кекец је био српски и југословенски часопис за децу са стриповима, текстовима и другим прилозима. Издавач је био дневни лист Борба. Први број је изашао 26. децембра 1957. године, а последњи, 1532. број, 1990. године.
Главни одговорни уредник је био Новица Ђукић чијом заслугом су југословенски читаоци по први пут читали мајсторе француско-белгијског стрипа. У Кекецу и сателитском издању Мали Кекец објављивали су и угледни југословенски стрипари: Здравко Сулић, Андрија Мауровић, Бранко Карабајић, Александар Грбић, Драган Савић, Јеврем „Јеша“ Милановић, Јелко Петернељ, Асканио Поповић, Владимир Весовић и други.
Кекец је за кратко време премашио тираж од стотину хиљада примерака, а у то време коштао је свега 30 динара. Остао је запамћен у историји српске и југословенске културе као један од најквалитетнијих листова за децу.

## Име часописа
Првобитна идеја била је да се нови дечји часопис назове Лајка, по псу који је управо те 1957. године лансиран у првом вештачком сателиту у свемир. Међутим, име је часопис добио по култном дечјем јунаку Кекецу, на ком су стасавале генерације деце у деценијама пре и после Другог светског рата, односно по истоименом популарном дечјем филму из 1951. године. Кекец је био главни лик три приповетке словеначког писца Јосипа Вандота, објављене од 1918. до 1924. године и три филма словеначког режисера Јоже Галеа. Лик Кекеца био је толико популаран да су, осим овог часописа за децу, његовим именом били су брендирани и биоскопи, дечја конфекција, паштета, и други производи.

## Историјат
Кекец је од 1957. до 1990. излазио на ћириличном писму, а до 1968. паралелно је излазило и латинично издање. До 1962. паралелно је излазило и издање на мађарском језику, у Београду и Новом Саду, под именом Букши (мађ. Buksi).
Дечји часопис Кекец је у више наврата мењао формат, графички изглед број страна, па чак и име, а током свог дугогодишњег постојања променио је и неколико издавачких кућа:
- Борбa,
- Пионир, и
- Вечерње новости.

Прва Кекецова издавачка кућа била је Борба, која је издавала лист од 1957. до 1964.године. Часопис је 6. фебруара 1964. преузела издавачка кућа „Пионир”, па је тако неко време излазио под именом Пионир Кекец. Лист Пионир Кекец настао је спајањем листова Пионир, Кекец и Наша смотра. Од 1966. враћа стари назив, да би 1968. издавање овог листа преузеле Вечерње новости, па од 11. септембра 1969. носи име Новости Кекец, све до 1973, када поново постаје само Кекец.
До 1964. Кекец излази са поднасловом „Борбин забавник за младе од 7 до 77 година”. Од 1964. поднаслов је „Југословенски пионирски лист”, од 1966. „Југословенски лист за младе” и од 1986. „Југословенски лист младих”. Готово са сваким новим издавачем мењао се и поднаслов, али и нумерација, тако да је нумерација бројева и годишта је од 1968. до 1971. недоследна.

### Мали Кекец
Од 1972. до 1990. излази и сателитско издање Мали Кекец, са поднасловом „Југословенски лист за најмлађе”. Од 1975. преузима нумерацију годишта часописа Пионир.